# Soho Square
Soho Square est une place de Londres, carrefour important de la ville depuis 1681, située dans le quartier de Soho, dans le West End. Elle contient un espace vert en son centre.
Sur le côté nord de la place se tient l'église protestante française de Londres, fréquentée par les Huguenots et dont le bâtiment actuel est l'œuvre de l'architecte Aston Webb.
Tandis que sur le côté est se dresse l'église Saint-Patrick, qui fut le premier lieu de culte catholique à être construit en Grande-Bretagne depuis la Réforme anglaise. Le lieu fut consacré le 29 septembre 1792. L'édifice a été construit selon les plans de l'architecte John Kelly.